# Mohammed Rafi
Mohammed Rafi, hindsky मोहम्मद रफ़ी (24. prosince 1924 – 31. července 1980) byl indický zpěvák populární hudby, který se proslavil především playbackovým zpěvem v bollywoodských filmech. Kariéru začal v roce 1944, nazpíval přes 7500 písní, především v hindštině. V roce 1977 započal jeho spor s Latou Mangeškar, kdo z nich dvou má právo na zapsání do Guinnessovy knihy rekordů za největší počet nahraných písní. Ve stejném roce získal nejprestižnější indickou filmovou cenu Rajat Kamal. Roku 1967 obdržel od indické vlády vyznamenání Padma Šri.